# 寺田和正
寺田 和正（てらだ かずまさ、1965年12月12日 - ）は、日本の実業家。広島県福山市港町出身。サマンサタバサジャパンリミテッド創業者。株式会社Samantha Global Branding & Research Institute（サマンサグローバルブランディングアンドリサーチインスティチュート）代表取締役。

## 来歴
実家は、従業員100人の地元の老舗・寺田鉄工所。事業を拡大した祖父や父に憧れ、幼い頃から経営者になることを目標とした。しかし、次男のため実家を継ぐことは諦め、起業家を目指す。同郷で青山商事を興した青山五郎・現会長とは、幼少期から家族ぐるみの付き合い。福山葦陽高等学校、駒澤大学経営学部卒業。大学在学中にカナダへ留学し、観光客に人気だった革ジャンパーや毛皮に目をつけ、日本人向けにサイズ直しをしてカナダ生産のイージーオーダービジネスを開始する。大学卒業後、野村貿易に3年間勤務して経験を積む。
1991年、留学中に稼いだ資金を元手に25歳で海外ブランド輸入代理会社を設立。しかし、輸入品ビジネスに限界を感じ、独自のブランドをつくることを決意。1994年、バッグとジュエリーの企画から製造販売（SPA（製造小売業））までを手掛ける「サマンサタバサジャパンリミテッド」を設立し、オリジナルブランド「サマンサタバサ」を立ち上げ、東京・渋谷に1号店を開店した。バッグを始めた理由は、お土産にバッグをあげた時の母親の喜び方が尋常ではなかったため、と言う。日本国際連合協会理事。ライシャワーセンターアドヴァイザーなどを歴任。
2019年4月25日、サマンサタバサジャパンリミテッド 会長兼社長を退任、代表権がない取締役に異動。同年5月23日開催の定時株主総会後に取締役も退任。退任後は、サマンサの経営には引き続き関与し、サマンサブランドの東南アジア事業推進を担っていくという。
2019年6月21日、湖中謙介が寺田和正から34億円でサマンサタバサジャパンリミテッド株を取得。同年9月17日、コナカが湖中謙介の保有する31.3%のサマンサタバサジャパンリミテッド株全てを33億円で取得。寺田和正とコナカがそれぞれサマンサタバサジャパンリミテッド株31.3%を保有し筆頭株主に並んだ。
現在は、サマンサタバサジャパンリミテッドと株式会社フィットハウスの合併により、筆頭株主ではない。
2020年3月、株式会社Samantha Global Branding & Research Instituteを設立し代表取締役。

### サマンサタバサ
会社概要
本社は、東京都港区三田。2005年、2月期の売上高は98億円。社員500人のうち女性が460人。アクセサリー分野の「サマンサティアラ」など8ブランドがあり、主要都市に2005年現在、103店舗を展開。一等地以外には出店しないという徹底したブランド展開により、人気を集めている。2006年、ニューヨークマディソンアベニューに海外初の直営店を出店した。日本発のブランドで世界市場を目指している。
ブランド戦略
ヒルトン姉妹、ビヨンセ&ソランジュ・ノウルズ姉妹、ペネロペ&モニカ・クルス姉妹、ヴィクトリア・ベッカム、マリア・シャラポワ、イ・ビョンホンなどの海外セレブや蛯原友里、道端ジェシカなどをデザイナーやモデルに起用したプロモーション展開が話題を呼び、女性誌に取り上げられ売り上げを伸ばした。これらは「セレブ」ブームの先駆けとなった。ピンクやホワイトの色づかい、きらめくラインストーンやハートの形など、華やかなデザインのバッグを主体に、若い女性たちから支持を集める。 
社名の由来
社名はアメリカのテレビドラマ『奥様は魔女』の登場人物からとられたとの説があるが、寺田は否定しており、由来は秘密との事。なお、タバサの綴りは社名でThavasaだが、『奥様は魔女』ではTabatha（のちTabitha）である。

## 著書
- 『サマンサタバサ 世界ブランドをつくる』（2007年7月26日、日本経済新聞社出版局）ISBN 978-4532313418
- 『3年に一度は「勝利の方程式」を変えなさい』（2009年7月20日、サンマーク出版）ISBN 978-4763199287

## 受賞
- 2008年　 第10回 企業家賞 [17]

## エピソード
- 転機となったのは、ニューヨークにショールームを作っていたら、当時はほとんど無名のヒルトン姉妹が遊びに来ていたこと。彼女たちに「一緒にビジネスをやらないか」と声をかけたら、彼女たちも興味があったらしく乗ってくれたという。これが日本に「セレブ」という概念を広めるきっかけになり、彼女たちとともにサマンサタバサも話題になるという相乗効果で成長することができたと話している[18]。
- 女性社員の憧れの存在でありたいと、社長室のクローゼットに何百着も服を用意し日に何度も着替えたり、一部の社員にバースデーカードを送るなど、異色の経営者である。

## 出演

### テレビ
- 日経スペシャル カンブリア宮殿 「セレブを魅了！世界ブランドを作る男」（2006年11月13日、テレビ東京）[19]
- 賢者の選択（2011年9月18日、BS12トゥエルビ）
- ドキュメント72時間「新宿・花園神社 夢は、夜ひらく」（2018年1月12日、NHK総合）[20]